# Esperança Cladera
Esperança Cladera Gil (Muro, 14 maggio 2002) è una velocista spagnola che ha vinto la medaglia di bronzo ai Giochi mondiali universitari estivi 2025 nei 200 metri piani.

## Record nazionali
Seniores
- Staffetta 4x100 m : 42"11 ( Madrid, 28 giugno 2025) (Esperança Cladera, Jaël Bestué, Paula Sevilla, María Isabel Pérez)

## Progressione

### 200 metri piani
| Stagione | Misura   | Luogo       | Data      | Rank. Mond. |
| -------- | -------- | ----------- | --------- | ----------- |
| 2025     | 22"79    | Ciudad Real | 12-7-2025 |             |
| 2024     | 23"17    | La Nucia    | 30-6-2024 |             |
| 2023     | 23"31    | Torrent     | 30-7-2023 |             |
| 2022     | 24"01    | Santander   | 10-7-2021 |             |
| 2021     | 24"14    | Monzón      | 4-7-2021  |             |
| 2020     | 24"33(i) | Ourense     | 29-2-2020 |             |
| 2019     | 24"49    | Castellón   | 23-6-2019 |             |
| 2018     | 23"74    | Getafe      | 22-7-2018 |             |

## Palmarès
| Anno | Manifestazione               | Sede         | Evento      | Risultato  | Prestazione | Note        |
| ---- | ---------------------------- | ------------ | ----------- | ---------- | ----------- | ----------- |
| 2018 | Europei U18                  | Győr         | 200 m piani | 5ª         | 23"89       |             |
| 2018 | Giochi olimpici giovanili    | Buenos Aires | 200 m piani | 10ª        | 49"16       | [ 1 ] [ 2 ] |
| 2024 | Europei                      | Roma         | 200 m piani | Semifinale | 23"37       | [ 3 ]       |
| 2025 | World Relays                 | Nanchino     | 4x100 m     | Argento    | 42"28       | [ 4 ] [ 5 ] |
| 2025 | Giochi mondiali universitari | Reno-Ruhr    | 200 m piani | Bronzo     | 23"29       | [ 6 ]       |

## Campionati nazionali
- 1 volta campionessa spagnola dei 200 metri piani indoor (2025)

## Altre competizioni internazionali
2019
- 5ª al Festival olimpico della gioventù europea ( Baku), 200 m piani - 24"58[7]
- Oro al Festival olimpico della gioventù europea ( Baku), Staffetta svedese - 2'08"53 [8]

2025
- Argento ai Campionati europei a squadre di atletica leggera ( Madrid), 4x100 m - 42"11